# Paroisse de l'Assomption
Pour les articles homonymes, voir Assomption (homonymie).
La paroisse de l'Assomption, en anglais : Assumption Parish, est l’une des dix-neuf paroisses historiques de la Louisiane, créées le  31 mars 1807, alors que la Louisiane ne constituait pas encore un État Américain mais seulement un Territoire de la Fédération. Son siège est la ville de Napoleonville.
La paroisse est nommée en l'honneur de l'Assomption de Marie. Elle est une des 22 paroisses de la région officielle de l'Acadiane.

## Histoire
Lors de l'ouragan Katrina, la paroisse d’Assomption a perdu trois citoyens.

## Géographie
La paroisse a une superficie de 877 km2 de terre émergée et 67 km2 d’eau. Elle est enclavée entre la paroisse d'Iberville au nord-ouest, la paroisse de l'Ascension au nord-est, les paroisses de Saint-Jacques et de  La Fourche à l’est, la paroisse de Terrebonne au sud-est, la paroisse de Sainte-Marie au sud-ouest et les paroisses de Saint-Martin et de l’Ibérie à l’ouest.
Deux autoroutes quadrillent la paroisse : une autoroute fédérale (U.S. Highway) no 90 et l’autoroute de Louisiane (Louisiana Highway) no 1.
La paroisse est divisée en six villes et villages : Belle Rose, Labadieville, Napoleonville, Paincourtville, Pierre Part et Supreme.
À la suite de l'effondrement d'une caverne d'exploitation de saumure dans le dôme salin de Napoleonville, une doline de Bayou Corne doline s'est formée dans le Bayou Corne en 2012.

## Paroisses adjacentes
| Paroisse de l'Ibérie     | Paroisse d'Iberville Paroisse de l'Ascension | Paroisse de Saint-Jacques |
| Paroisse de Saint-Martin | la paroisse de l'Assomption                  | Paroisse de La Fourche    |
| Paroisse de Sainte-Marie |                                              | Paroisse de Terrebonne    |

## Démographie
| Groupe            | Paroisse de l'Assomption | Louisiane | États-Unis |
| ----------------- | ------------------------ | --------- | ---------- |
| Blancs            | 66,8                     | 62,6      | 72,4       |
| Afro-Américains   | 30,5                     | 32,0      | 12,6       |
| Autres            | 1,0                      | 1,6       | 6,4        |
| Métis             | 0,9                      | 1,6       | 2,9        |
| Amérindiens       | 0,6                      | 0,7       | 0,9        |
| Asiatiques        | 0,3                      | 1,6       | 4,8        |
| Total             | 100                      | 100       | 100        |
|                   |                          |           |            |
| Latino-Américains | 2,1                      | 37,6      | 16,7       |

Selon l'American Community Survey, pour la période 2011-2015, 85,45 % de la population âgée de plus de 5 ans déclare parler l'anglais à la maison, 12,87 % le français, 1,64 % l'espagnol et 0,04 % l'allemand.
| Indicateur                             | Paroisse des Avoyelles | États-Unis |
| -------------------------------------- | ---------------------- | ---------- |
| Personnes de moins de 5 ans            | 5,6 %                  | 6,1 %      |
| Personnes de moins de 18 ans           | 21,9 %                 | 22,6 %     |
| Personnes de plus de 65 ans            | 1,71 %                 | 15,6 %     |
| Femmes                                 | 51,5 %                 | 50,8 %     |
| Personnes par foyer                    | 2,60                   | 2,64       |
| Vétérans                               | 6,5 %                  | 8,0 %      |
| Personnes nées étrangères à l'étranger | 1,3 %                  | 13,2 %     |
| Personnes sans assurance maladie       | 11,0 %                 | 10,2 %     |
| Personnes avec un handicap             | 14,2 %                 | 8,6 %      |
| Revenus annuels                        | 25 765 $               | 29 829 $   |
| Personnes sous le seuil de pauvreté    | 18,9 %                 | 12,3 %     |
| Diplômés du lycée                      | 73,6 %                 | 87,0 %     |
| Diplômés de l'université               | 10,3 %                 | 30,3 %     |